# 토요타 수프라

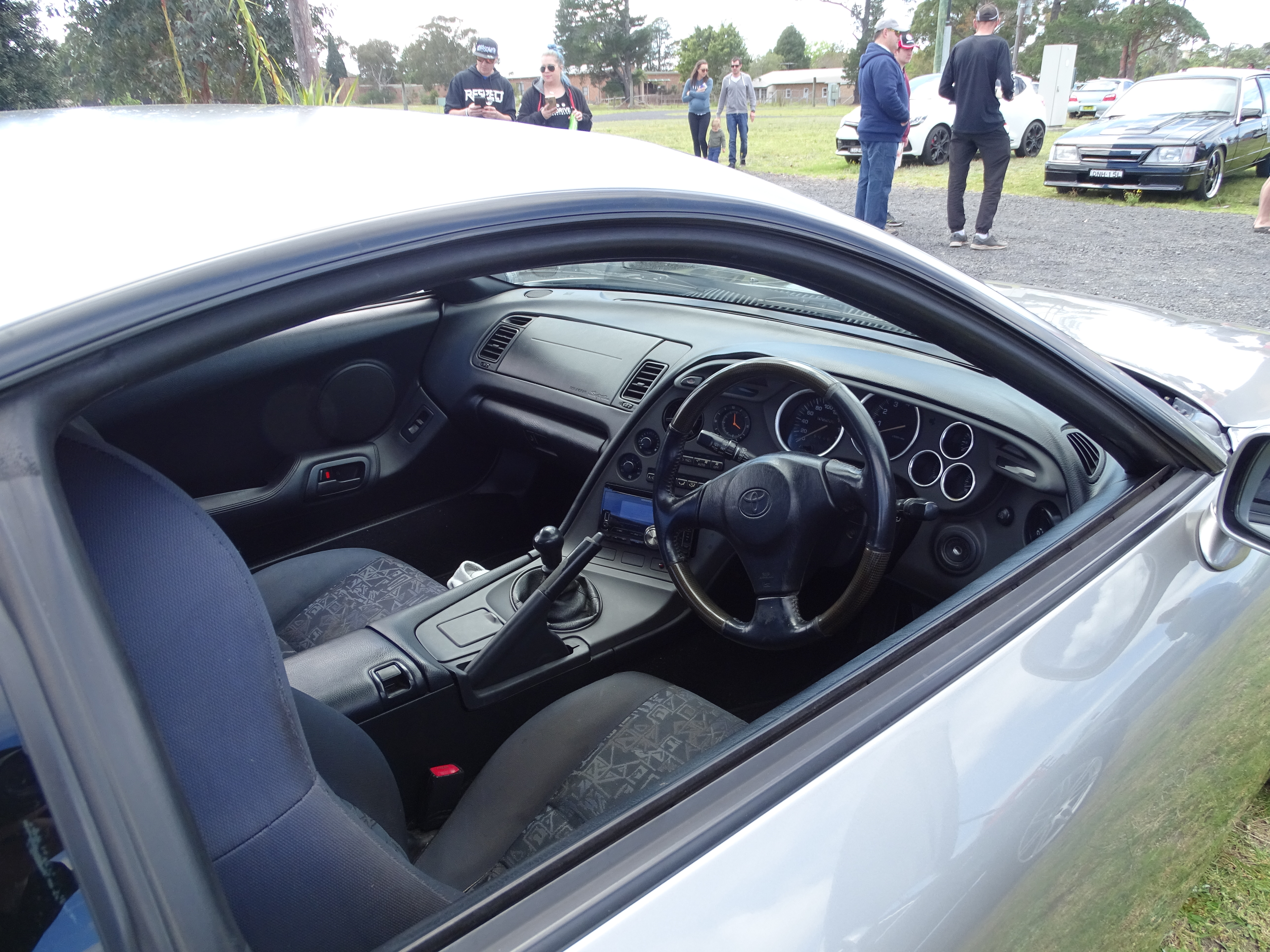
토요타 수프라 내부

토요타 수프라(Toyota Supra)는 토요타 자동차의 후륜구동 스포츠카이다.

## 1세대(A40)

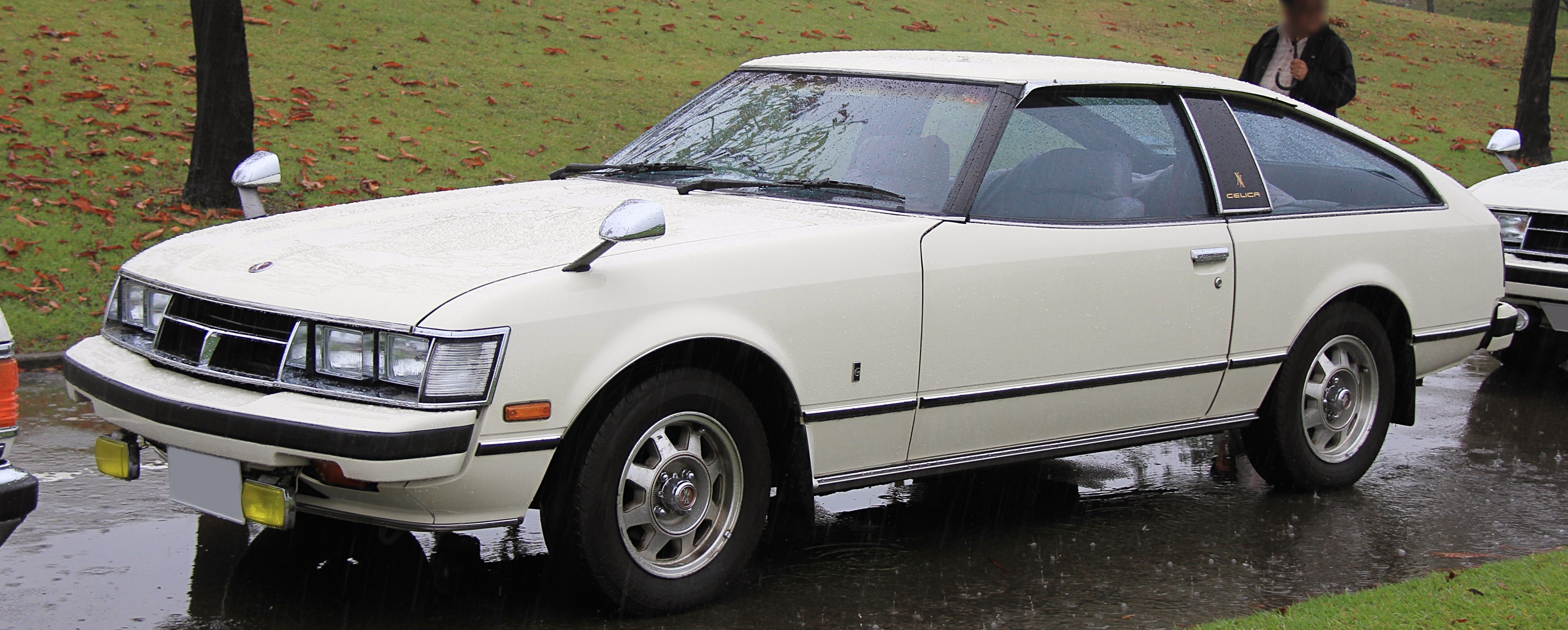
토요타 수프라 정측면

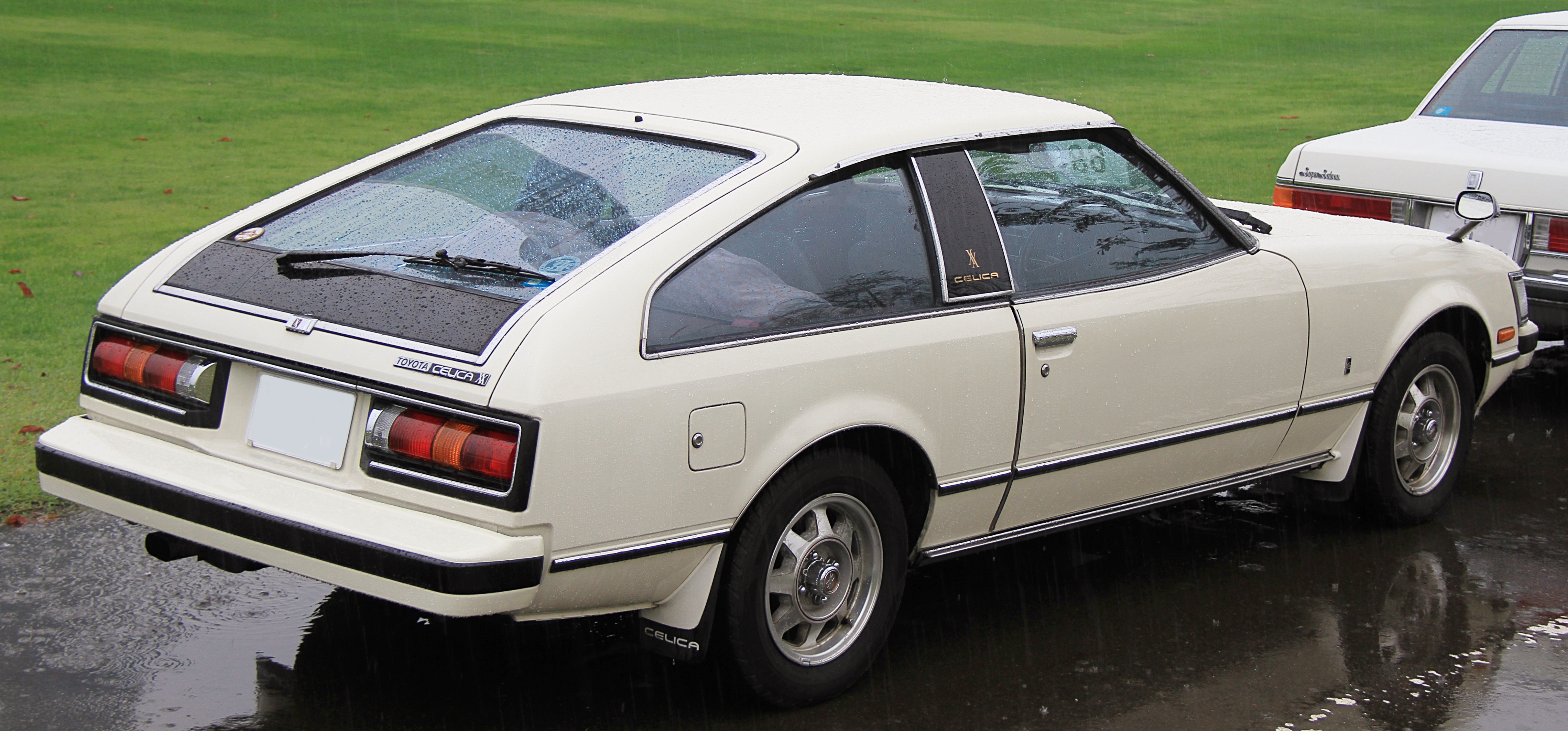
토요타 수프라 후측면

1978년 4월에 선보였다. 6기통 엔진의 닛산 페어레이디 Z의 성공에 자극을 받아 북아메리카 딜러의 요청으로 기존 셀리카의 상급 차종으로 개발되었다. 4등식 각형 헤드 램프, 차체 색상과 동일한 우레탄 범퍼, 뒷 유리 밑에 자리를 잡은 데코 가니시와 B 필러 피니셔 등이 적용되어 고급스러운 스페셜티 카의 이미지를 내세웠다. 일본에서는 셀리카 XX라는 차명으로 판매되었다.

## 2세대(A60)

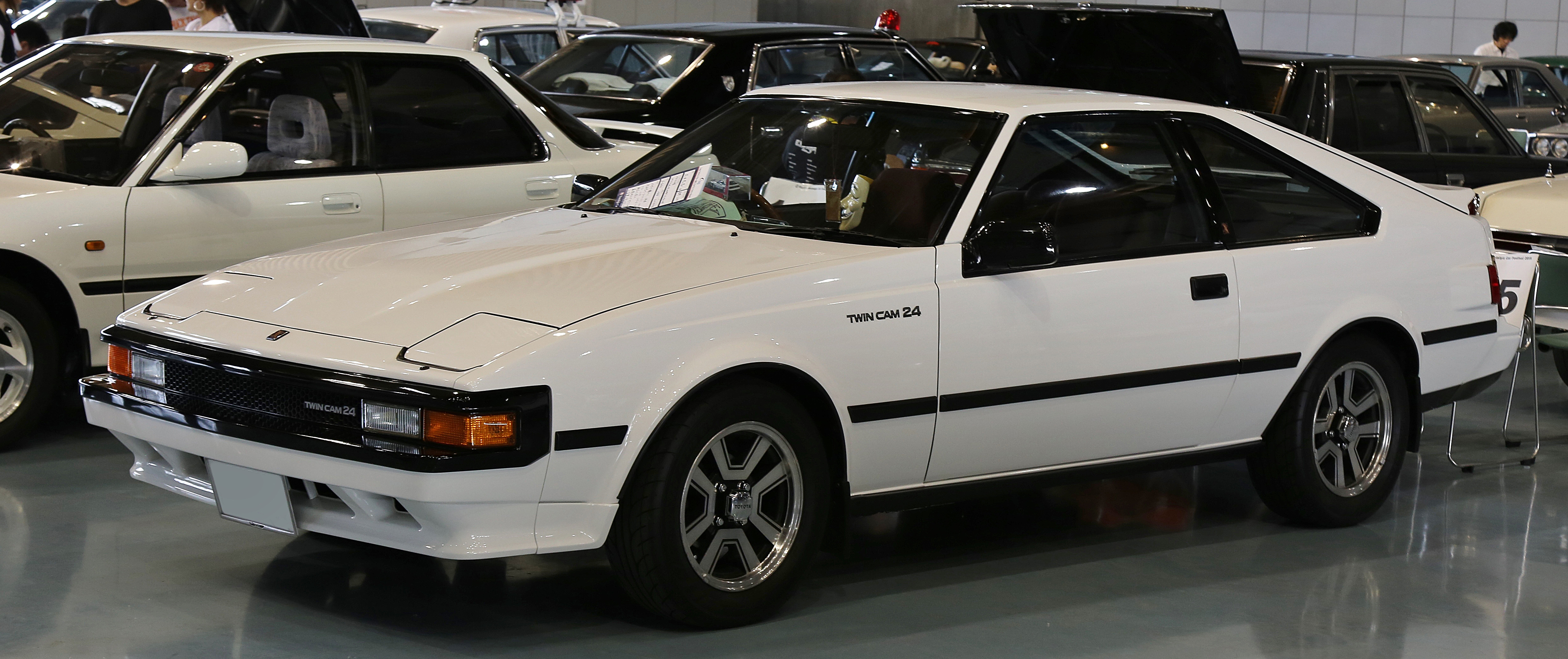
토요타 수프라 정측면

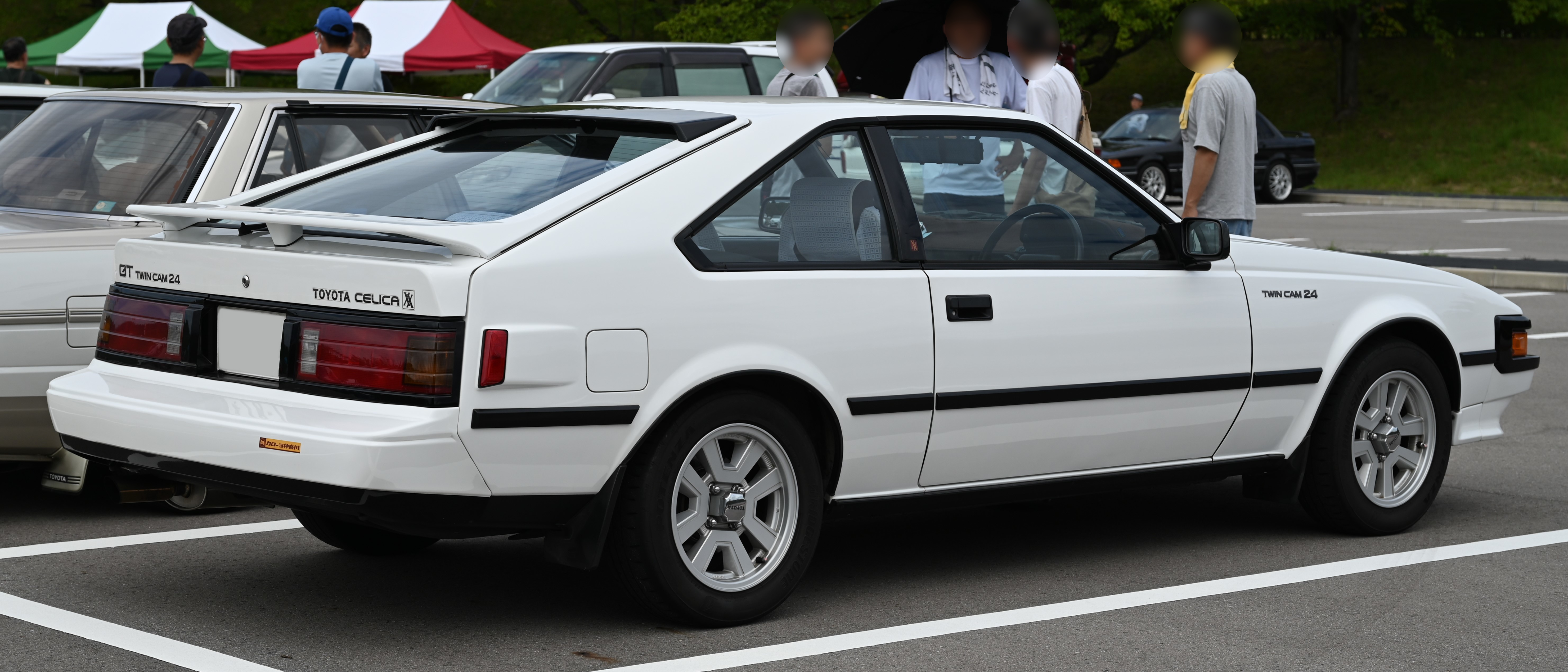
토요타 수프라 후측면

1981년 7월에 선보였다. 1세대는 럭셔리 지향의 고급 스페셜티 카였으나, 이러한 개념을 먼저 출시된 소어러가 이어 받았기 때문에 2세대는 스포티한 느낌으로 탈바꿈하였다. 직선을 주체로 한 샤프한 조형의 차체와 공력을 고려한 개폐식 헤드 램프가 적용되어 단순한 디자인이 되었다. 크루즈 컴퓨터(주행 가능 거리, 연료 소비량, 목적지까지의 도착 예정 시간 등을 표시), 디지털 미터, 전자 튜너 AM/FM 라디오 카세트 오디오 등 호화로운 편의 사양이 돋보였다. 선루프는 1세대의 수동식에서 전동식으로 바뀌었다.

## 3세대(A70)

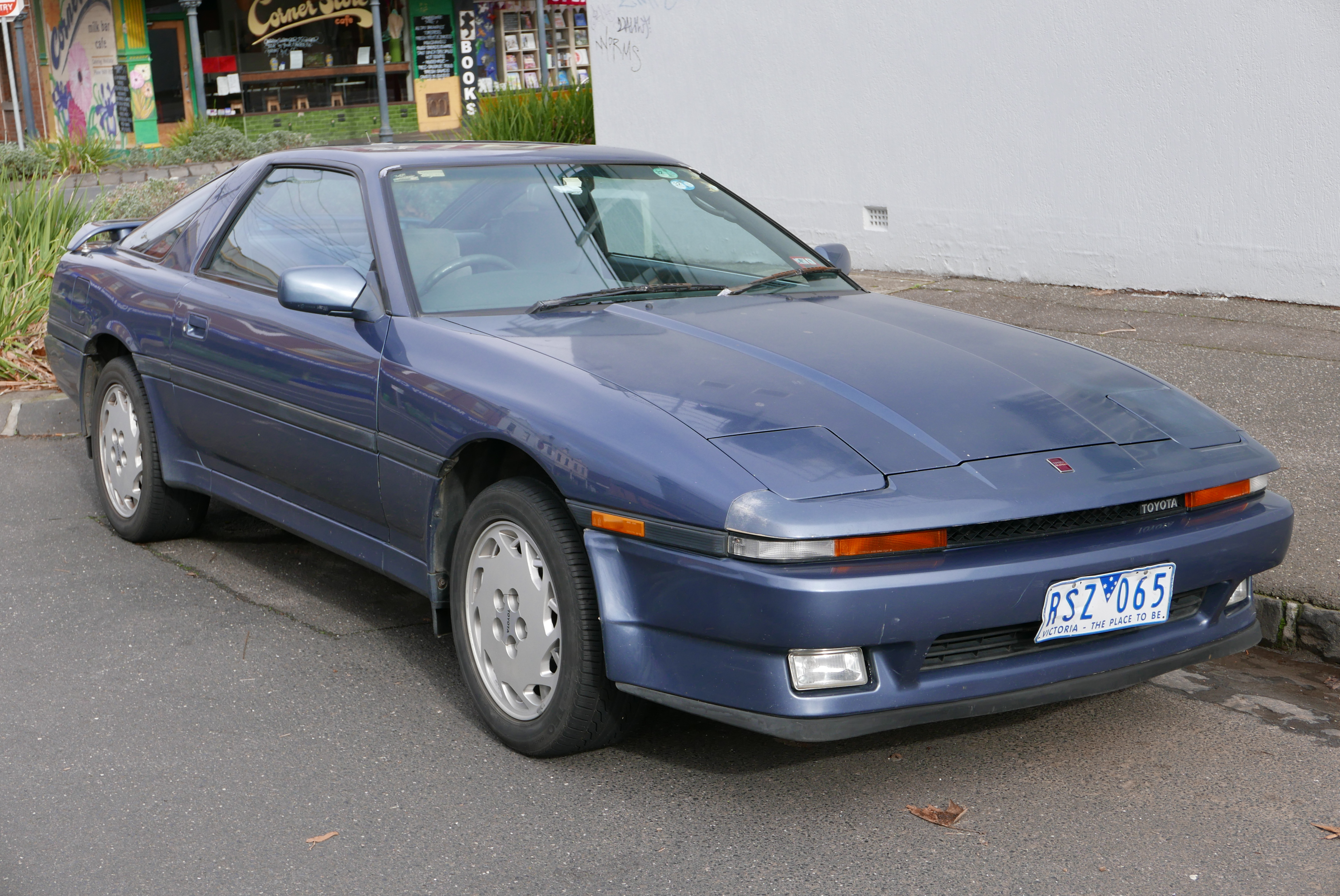
토요타 수프라 정측면

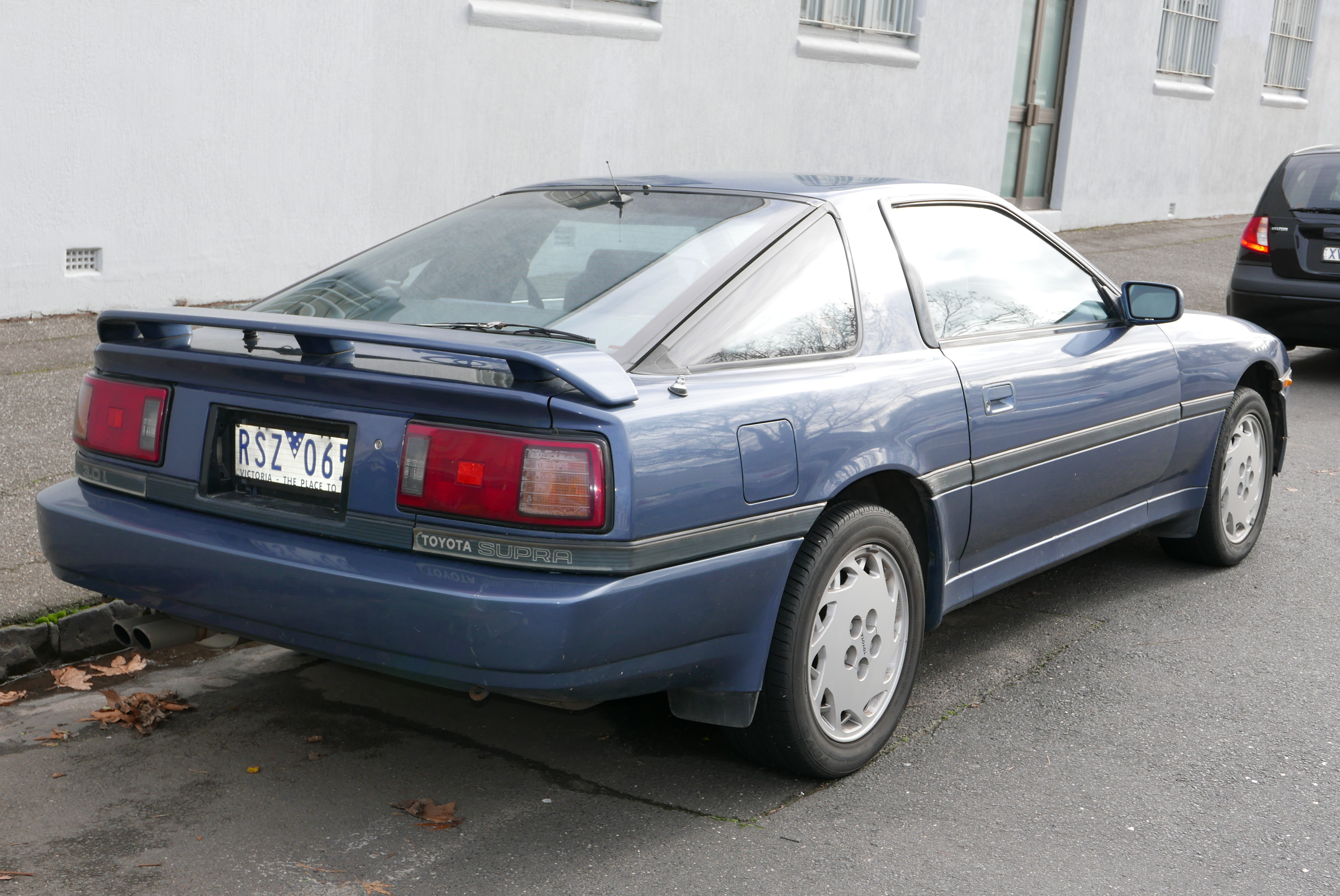
토요타 수프라 후측면

1986년 6월에 선보인 3세대부터는 일본에서의 차명도 수프라로 바뀌어 셀리카로부터 독립된 차종으로 선보였다. 4륜 더블 위시본 식 서스펜션이 적용되었다.

## 4세대(A80)

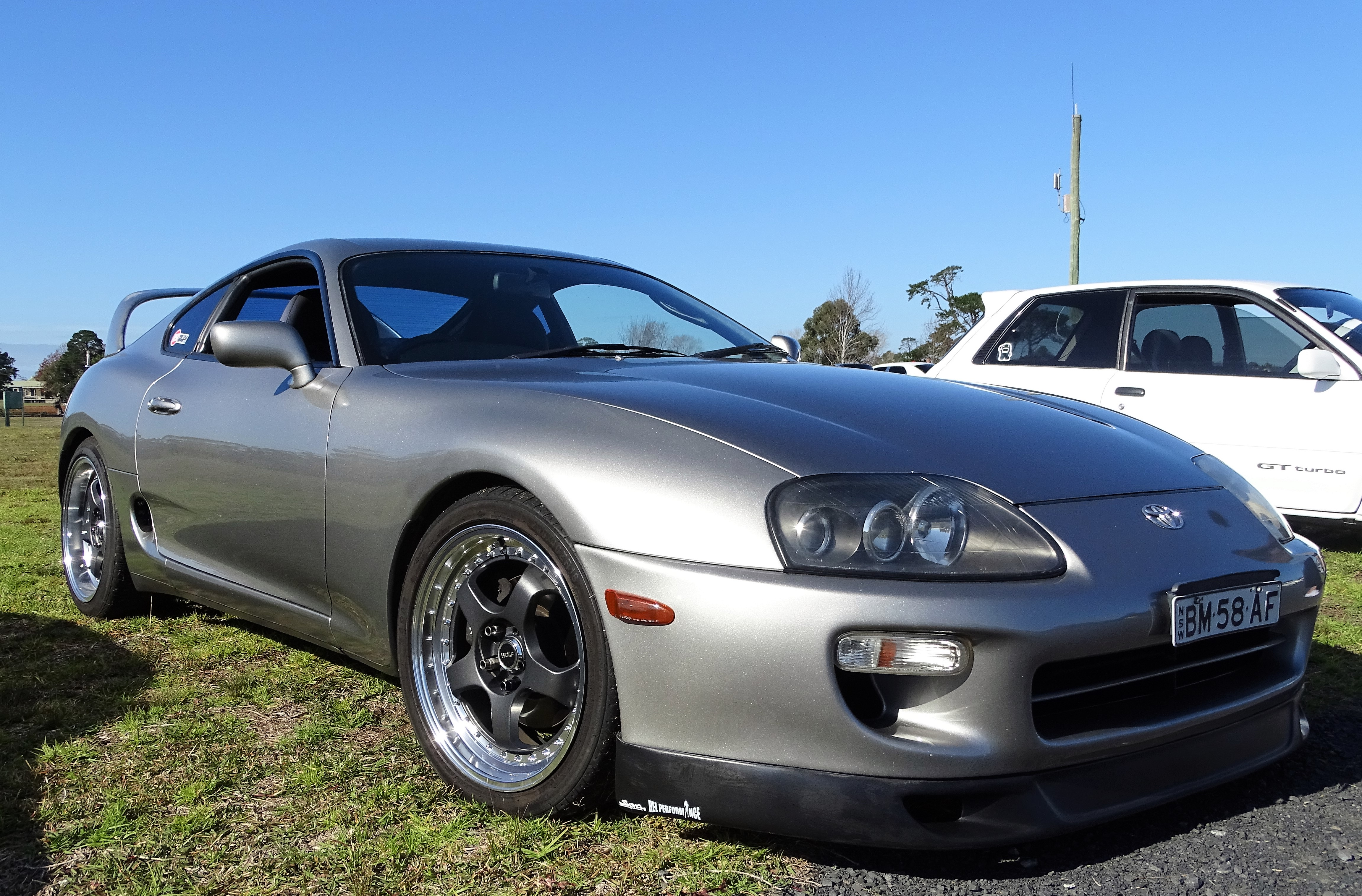
토요타 수프라 정측면

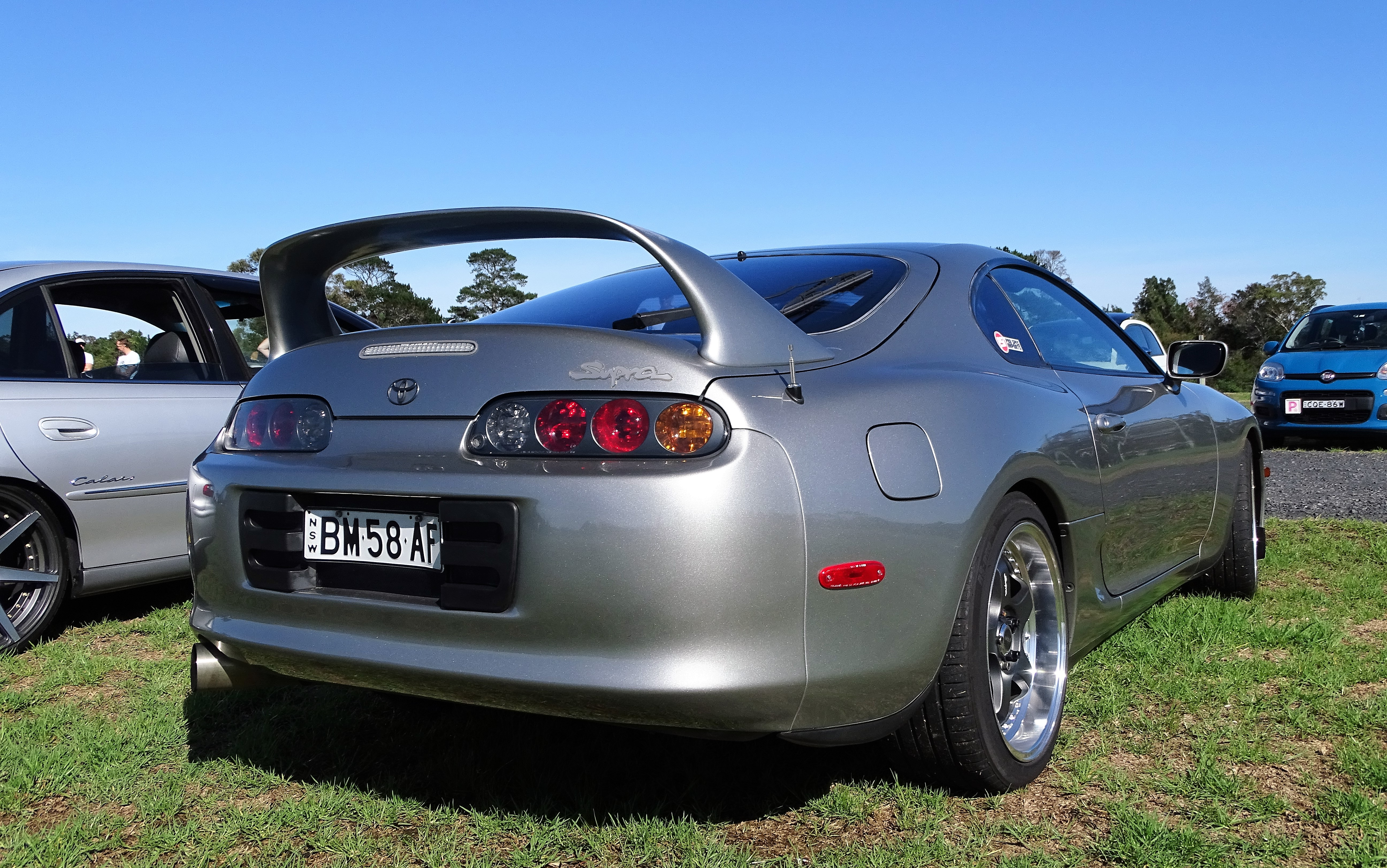
토요타 수프라 후측면

1992년 12월에 20대 한정으로 선행 판매되었으며, 1993년에 디트로이트 모터쇼에서 공개되어 같은 해 5월에 정식으로 판매가 개시되었다. 중량 배분과 전·후 오버행 길이를 적정화시키기 위하여 연료 탱크를 트렁크 아래로 옮겼다. 직렬 6기통 2,997cc 트윈 터보 엔진(2JZ-GTE)와 직렬 6기통 2,997cc 자연 흡기 엔진(2ZJ-GE)에 일본산 자동차 최초의 6단 수동변속기 또는 5단 수동변속기, 4단 자동변속기를 맞물렸다. 1994년 8월에 마이너 체인지를 거쳐 17인치 알루미늄 휠과 타이어, 대형 브레이크 시스템이 적용되었다. 1996년 4월에는 최상급 트림이던 GZ가 소멸되어 RZ로 이관되었으며, 이 때부터 모든 트림에 ABS와 듀얼 에어백이 적용되기 시작한다. RZ-S와 SZ-R이 추가되었으며, SZ-R에도 6단 수동변속기가 장착되었다. 1997년 8월에는 직렬 6기통 2,997cc 트윈 터보 엔진(2JZ-GTE)에 VVT-i 유닛이 적용되었으며, 전자제어 스로틀도 ETCS-i로 변경되었다. 또한 야마하와 함께 개발한 REAS(상호 연계 업쇼버 시스템)를 서스펜션에 적용하였는데, 이 기술은 주행 상황에 따라 오일을 좌우 순환시켜 좌우 제동력 차이를 발생한다. 1999년에는 타르가 톱 형태의 SZ 에어로탑이 출시되어 선택의 폭을 넓혔으며, SZ의 후륜 타이어 사이즈가 245mm로 넓어졌다. 배기가스 규제로 2002년에 후속 차종 없이 단종되었다. 이니셜 D에서는 R.T 카타기리 S.V 소속의 미나가와 히데오의 차량으로 등장하였으며, 대한민국에서도 여러 매니아들을 통해 사랑받기도 했다. TRD뿐만 아니라 여러 메이커에서 애프터 마켓이 출시되어 튜닝 시장을 주도하였으며, 지금도 튜닝 기반으로 사용하는 경우가 많다. 영화 분노의 질주에서 폴 워커가 타고 나오는 차량으로도 유명하다.

## 5세대(A90)

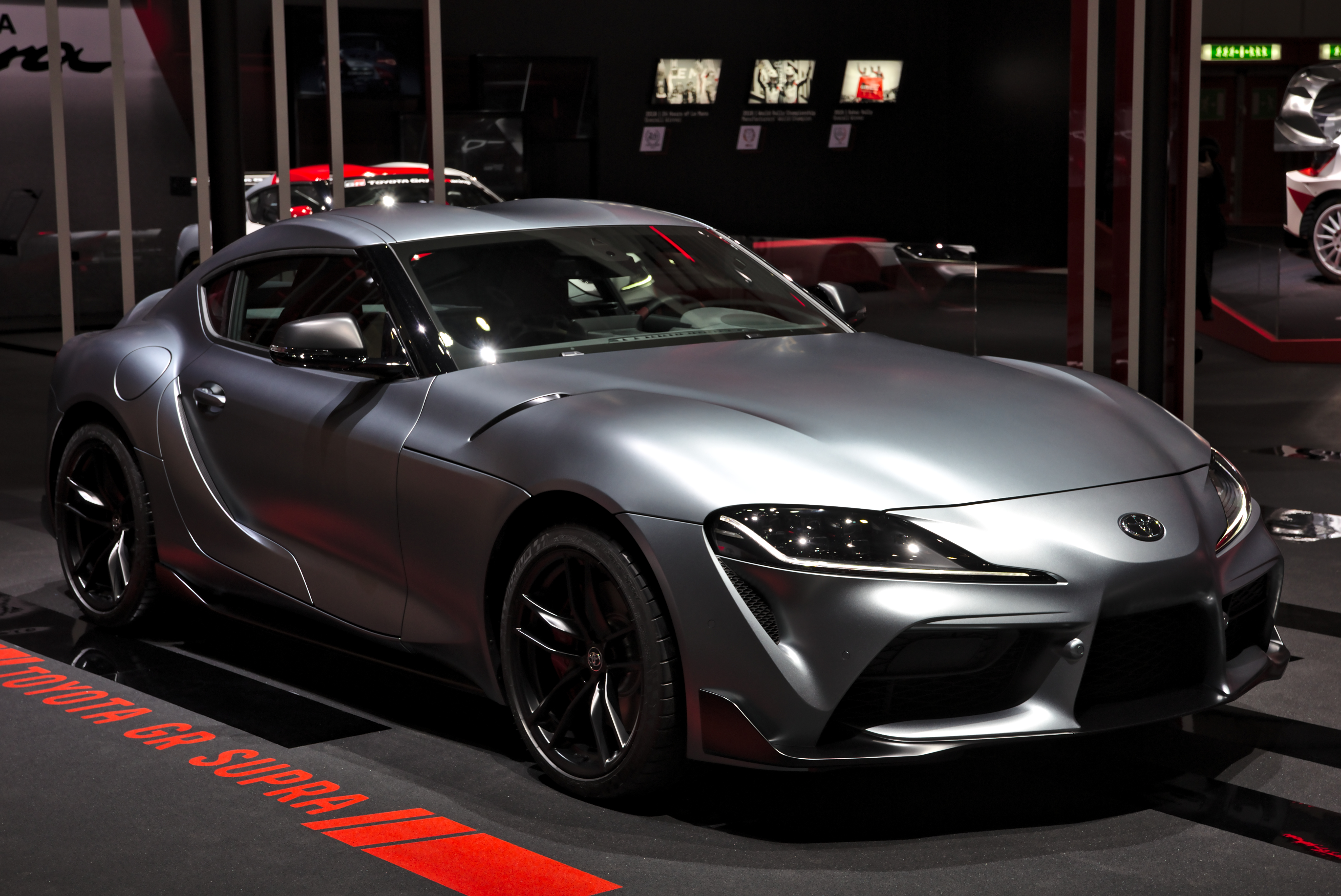

2014년에 제네바 모터쇼에서 콘셉트 카가 최초로 공개되었고, 2018년 제네바 모터쇼에서 양산형에 좀 더 근접한 버전의 콘셉트 카가 공개되었다. 양산형은 2019년 디트로이트 모터쇼에서 공개되었으며, 차명은 "GR(TOYOTA Gazoo Racing) 수프라"로 정했다. BMW Z4와 후륜구동 플랫폼을 공유하며, 가솔린 터보 엔진 역시 BMW의 유닛을 이용한다. 자동변속기 역시 대부분의 BMW 엔진과 조합하는 ZF의 8단 유닛이다. Z4와 더불어 오스트리아의 마그나 슈타이어를 통해 위탁 생산된다. 255마력 직렬 4기통 2.0리터 가솔린 트윈터보 엔진과 직렬 6기통 3.0리터 가솔린 트윈터보 엔진이 장착되며, 2.0 터보는 일본 내수용이다. 3.0 가솔린 트윈터보는 본래 340마력이었다가, 387마력으로 출력을 올렸다.
대한민국에 처음으로 정식 판매되는 수프라로 2020년 1월 21일에 정식 출시했으며, 387마력 3.0리터 가솔린 트윈터보만 판매하고 대한민국 복합연비는 10.2km/L다. CJ대한통운 슈퍼레이스의 슈퍼 6000클래스 카울로 2020년부터 3년간 사용된다.

## 같이 보기
- 닷지 바이퍼